# Kontrollerat språk
Kontrollerat språk är en typ av formellt språk som bygger på en delmängd av ett naturligt språk där ordförråd och grammatik har begränsats för att undvika ambiguitet, oklarhet och komplexitet hos meningar och texter. Förutom grammatiska regler måste även vissa stilistiska regler följas i kontrollerat språk.
Kontrollerade språk används i huvudsak i tekniska dokument och de erbjuder följande fördelar:
- Dokument är lättare att läsa och att förstå.
- Risken för missförstånd och felaktiga handlingar är reducerad.
- Terminologin och stilen hos dokumenten förblir enhetlig även om flera författare bidrar.
- Delar av dokument är direkt återanvändbara i andra dokument.
- Dokument är lättare att översätta.
- Maskinöversättning ger ett mera tillfredsställande resultat.
- Kostnader för översättning reduceras.

För att underlätta författandet på kontrollerat språk används numera särskild programvara för textbehandling.

## Typiska regler
- Varje ord ska bara ha en enda betydelse.
- Ett ord ska alltid stavas likadant.
- Synonymer ska inte användas.
- Nya ord och förkortningar ska förklaras.
- Tomma ord ska inte användas.
- Komplexa meningsstrukturer ska inte förekomma.
- En mening ska inte innehålla fler än en enda handlingsuppmaning.
- Handlingsuppmaningar ska ges i den ordning som utförandet kräver.
- Betingelser, symptom, utlösande faktorer ska nämnas före konsekvenser och åtgärder.
- Som tempus ska presens användas.
- Illustrationer ska vara kulturneutrala.

## Några enskilda kontrollerade språk
Kontrollerade språk utnyttjas främst av stora företag. Först var Caterpillar Tractor Company (USA), som introducerade Caterpillar Fundamental English på 1960-talet. Ett nyare namn för samma språk är: Caterpillar Technical English.
Ett kontrollerat språk med vid spridning, som alltså används av många företag, är AECMA Simplified English, som introducerades av Association Européenne des Constructeurs de Matériel Aérospatial på 1980-talet. Ett nyare namn för samma språk är: ASD Simplified Technical English.
Scaniasvenska är en kontrollerad version av svenska, avsedd för information om lastbilar. 